# 세키젠촌
세키젠촌(関前村)은 에히메현 도요지방에 있던 촌이다.

## 지리
게이요 제도의 오카무라 섬, 오사키카미 섬, 오시모 섬의 3개 섬과 그 속도의 무인도 군으로 이루어진 낙도 마을로 서부에서는 히로시마 현의 오사키카미 섬으로부터의 귤 출작이 행해져 왔다.석회암의 노두가 보여 메이지 시대에 한때는 섬 밖에서 사업자들이 들어와 왕성하게 석회 채굴이 이루어져 섬의 형태가 변용될 정도였으나 자원의 고갈과 함께 섬을 떠났다. 현재 거대한 채굴터는 수원지가 되고 있어 도민들을 윤택하게 하고 있다.

## 역사
전국기에는 무라카미 수군의 출성이 쌓였다.
에도기에는, 이요마쓰야마 번령(1635년~)에서 세토 내해 항로의 범선의 중계지가 된다.
- 에도시대에 미야우라촌과 사토우라촌이 합병해 오카촌이 되었다.
- 1889년 12월 15일 - 정촌제 시행으로 세키젠촌이 성립하였다.
- 2005년 1월 16일 - 이마바리시, 오치군 아사쿠라촌, 나미카타정, 오니시정, 기쿠마정, 요시우미정, 미야쿠보정, 하카타정, 가미우라정, 오미시마정, 다마가와정이 합병해 새로운 이마바리시가 되어 세키젠촌은 소멸하였다.
- 2008년 - 도시마 대교 개통으로 오카무라 섬은 혼슈와 육지로 이어진다.